# Quod Libet
Quod Libet (от лат. ex falso quodlibet) — аудиопроигрыватель с музыкальной библиотекой, являющийся свободным программным обеспечением, написанный на Python и использующий библиотеку PyGTK+ для создания пользовательского интерфейса.
Одной из ключевых возможностей Quod Libet является возможность фильтрации и поиска по библиотеке с использованием регулярных выражений. Другой сильной стороной является широкие возможности по работе с метаданными аудиофайлов, включая групповую обработку, генерирование тегов на основании имён файлов по шаблону и обработку тегов с использованием регулярных выражений (как следствие использования библиотеки работы с тегами Mutagen, создаваемой тем же разработчиком). Для работы с метаданными также имеется отдельное приложение, Ex Falso, использующее ту же библиотеку.

## Возможности
- Воспроизведение:
  - Поддержка ReplayGain
  - Поддержка мультимедийных клавиш[6]
  - Очередь воспроизведения
- Редактирование тегов:
  - Полная поддержка Юникода
  - Возможность одновременно изменять теги нескольких файлов
  - Запись тегов по имени файла
  - Переименование файлов по тегам
- Пользовательский интерфейс:
  - Отображение обложки альбома
  - Возможность полностью управлять плеером через трей
  - Большое количество способов просмотра библиотеки
- Поддерживаемые аудиоформаты: Ogg Vorbis, FLAC, MP3, Musepack, MOD/XM/IT, WavPack, MPEG-4 AAC (без поддержки записи метаданных) — в качестве бэкенда используется GStreamer[7]
- Поддержка интернет-радио[8]
- Поддержка аудиофидов (подкастов)
- Поддержка плагинов (через плагины реализованы взаимодействие с last.fm[9] и libre.fm, получение обложек альбомов с Amazon.com, воспроизведение и остановка воспроизведения в определённое время, синхронизация с MusicBrainz, работа с флеш-плеерами и ряд других возможностей)
- Возможность управления через командную строку[10] и посредством D-Bus[11]
- Перевод на большое количество языков (в том числе и русский)